# Kapucínský klášter (Nové Město)
Klášter kapucínů na Novém Městě pražském se nacházel v ulici Na Poříčí č. 2111/1a v městské části Praha 1- Nové Město od roku 1638 až do roku 1782. Součástí kláštera byl také kostel svatého Josefa.
Kapucínský klášter byl založen v roce 1630 z podnětu císaře Ferdinanda II. Hlavním donátorem byl majitel jaroměřického panství Gerhard z Questenberka. Konvent byl ustanoven v roce 1633 a v roce 1638 byla zahájena výstavba klášterního domu. Barokní kostel svatého Josefa, který byl součástí konventu, byl postavený v letech 1636 až 1653 a na svém místě se nachází dodnes.
V roce 1653 byl Kapucínský klášter vysvěcen a sloužil pak svému účelu více než sto let. V roce 1689 jej poničil velký požár, ale došlo k obnově budovy. V roce 1782 byl klášter zrušen dekretem Josefa II. a budova postupně chátrala. Zakoupilo ji vojsko a již v roce 1799 vznikla na místě kláštera kasárna Josefská. V roce 1919 byla přejmenována na kasárna Jiřího z Poděbrad. V roce 1993 došlo k jejich zrušení, budova byla kromě fasády stržena a na jejím místě byl postaven multifunkční komplex Palladium, který byl otevřen v roce 2007.

## Historie kláštera

### Založení kláštera
První kapucíni vedení sv. Vavřincem z Brindisi přišli do Českých zemí v roce 1599 na pozvání pražského arcibiskupa Zbyňka Berky z Dubé a Lipé. Usadili se v Praze, kde byl v roce 1600 založen klášter na Hradčanech. Na Novém Městě se kapucíni usadili v letech 1630 až 1631 v domě, který stával na místě dnešní obnovené jízdárny komplexu Palladia.
Jejich komunita se rozrůstala, a proto byl roku 1630 z podnětu císaře Ferdinanda II. založen klášter. Císař přispěl na stavbu, ovšem hlavním fundátorem kláštera byl o šest let později Gerhard baron z Questenberka, který velkou měrou přispěl na jeho výstavbu.
Výstavbu kláštera a kostela svatého Josefa provázely nejrůznější potíže, největší překážkou byla třicetiletá válka. Celý areál byl postaven v barokním slohu podle návrhu stavitele Melchiora Meera, kterému pomáhal Gione Decapaoli. Klášter byl společně s kostelem vysvěcen v roce 1653 pražským arcibiskupem kardinálem Arnoštem Vojtěchem z Harrachu.

### Zrušení kláštera
Roku 1782 v rámci reforem císaře Josefa II. byl klášter zrušen a jeho kostel přeměněn na filiální součást farnosti svatého Petra na Poříčí. V budově zrušeného kláštera byla v roce 1799 umístěna kasárna Josefská. V roce 1834 zde Josef Kajetán Tyl napsal text zpěvohry Fidlovačka aneb Žádný hněv a žádná rvačka, včetně textu budoucí české hymny Kde domov můj. Kasárna své funkci sloužila téměř 200 let a byla zrušena v roce 1993.
Po roce 1830 kapucíni usilovali o návrat kostela svatého Josefa. To se jim podařilo v roce 1832 a pro své potřeby přestavěli klasicistně barokní budovu staršího hospice (1861) vpravo u kostela. Plánovali i výstavbu nového kláštera, ale k tomu nedošlo.
Po druhé světové válce byli kapucíni opět vyhnáni a z budovy hospice se stala Městská hudební škola. Kostel svatého Josefa se po roce 1950 stal opět součástí farnosti svatého Petra na Poříčí.
V roce 1992 se kapucíni opět vrátili do kostela  a později byl pro ně na parcele za kostelem zbudován nový malý klášter, který v roce 2008 posvětil biskup Jiří Paďour.

## Popis zaniklého kláštera

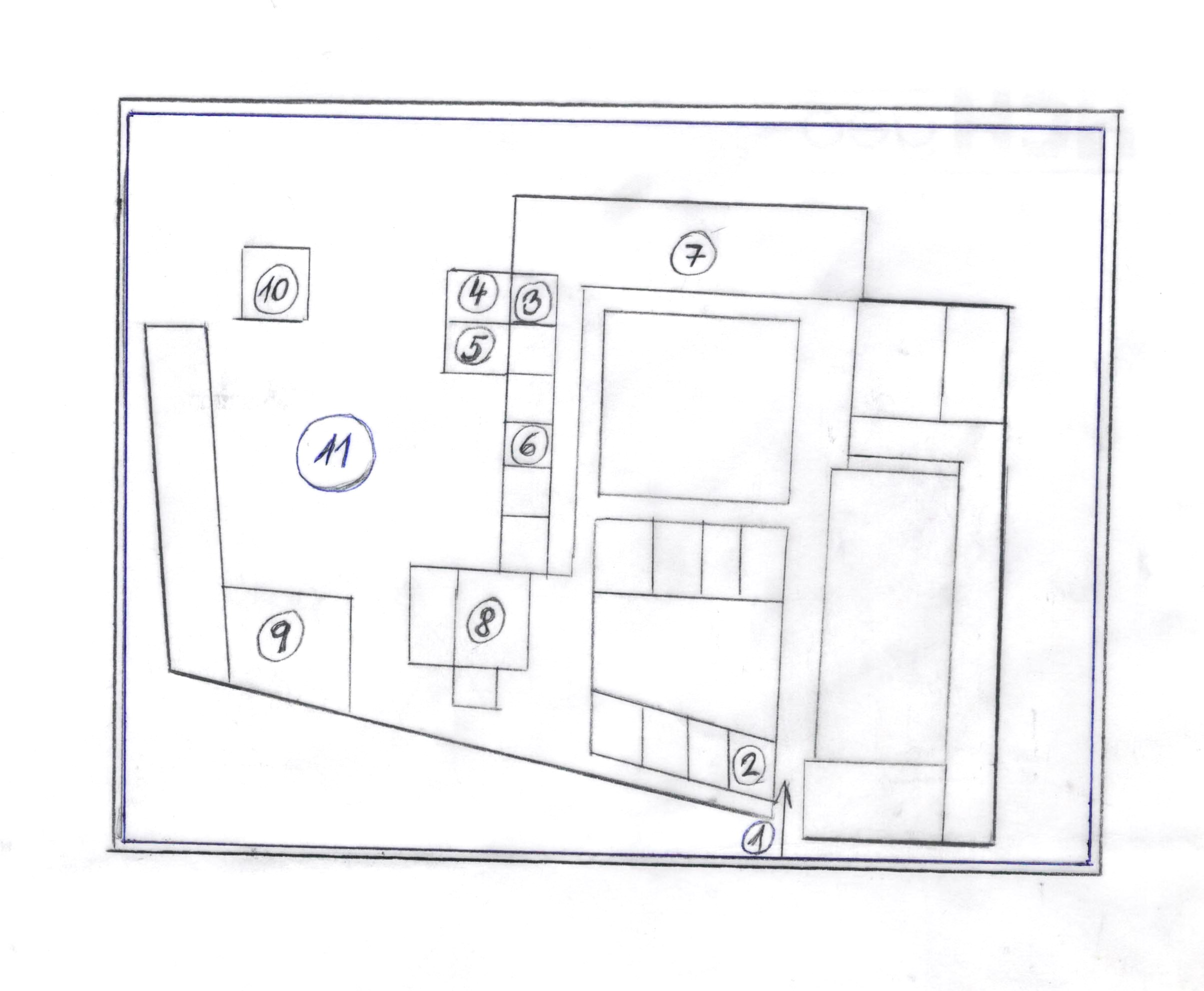
Půdorys zaniklého Kapucínského kláštera: 1 - brána do kostela (fortna), 2 - cela vrátného (fortnýře) a cely ostatních řeholníků, 3 - kuchyně, 4 - topeniště, 5 - pec, 6 - spíže a rezervoár na pitnou vodu, 7 - jídelna, 8 - kašna a sanitární zařízení, 9 - cely pro nemocné, 10 - altánek, 11 - rajská zahrada

Prostory Kapucínského kláštera podléhaly benátskému vzoru, tak jako většina klášterů té doby. V klášteře byla tato zařízení:
- ložnice nebo cely řeholníků (dormitorium)
- prostory a ložnice pro čekatele (novic) na řeholní slib (noviciát)
- cely pro nemocné (infirmarium)
- modlitebna (oratorium)
- knihovna a písárna, která sloužila řeholníkům k opisovaní rukopisů (skriptorium)
- vytápěná místnost (kalefaktorium)
- sanitární zařízení (záchody - prevéty, umývárny s kotlem na teplou vodu)
- společná jídelna řeholníků (refektorium)
- černá kuchyně (nigrum culina)
- přípravna jídla (stanze)
- spiž (cellarium)
- skladiště cenných věcí (repositorium)
- hospodářské budovy (dílny a pivovar)
- křížová chodba kolem rajského dvora (kvadratura, také ambit, kolem paradisi atrium)
- kruhová kašna (lavatorium)

## Galerie

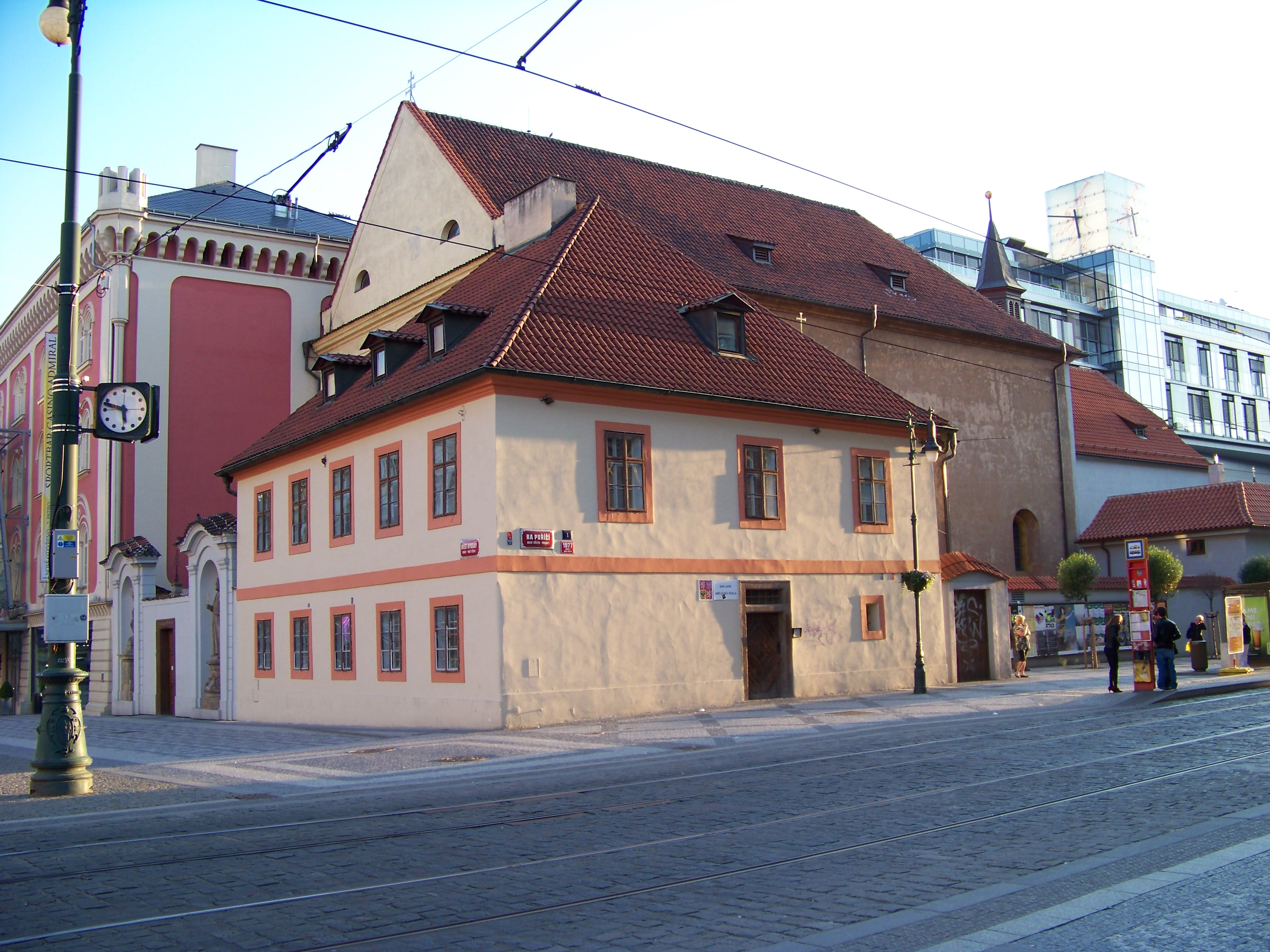
Pohled od jihozápadu
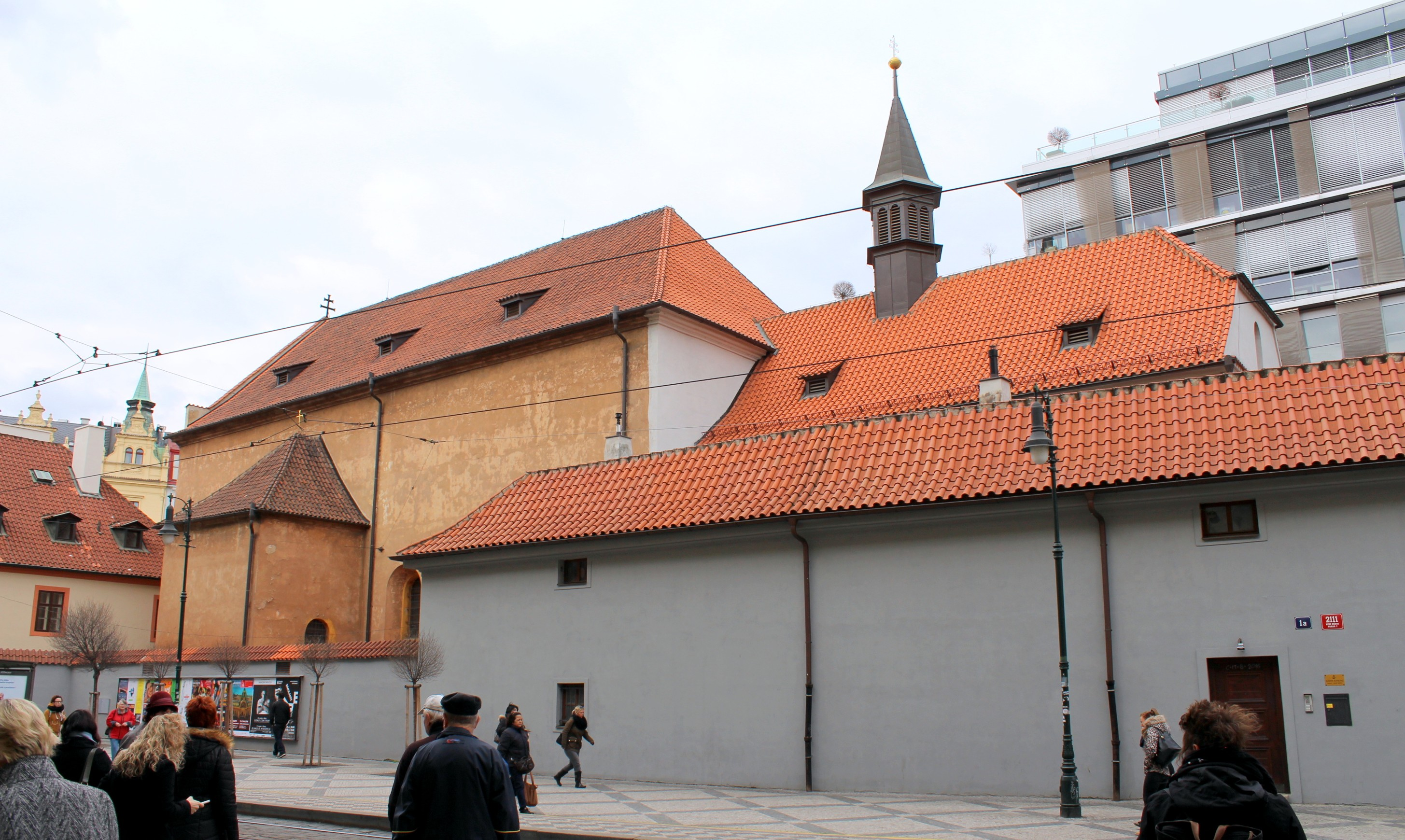
Pohled od jihovýchodu
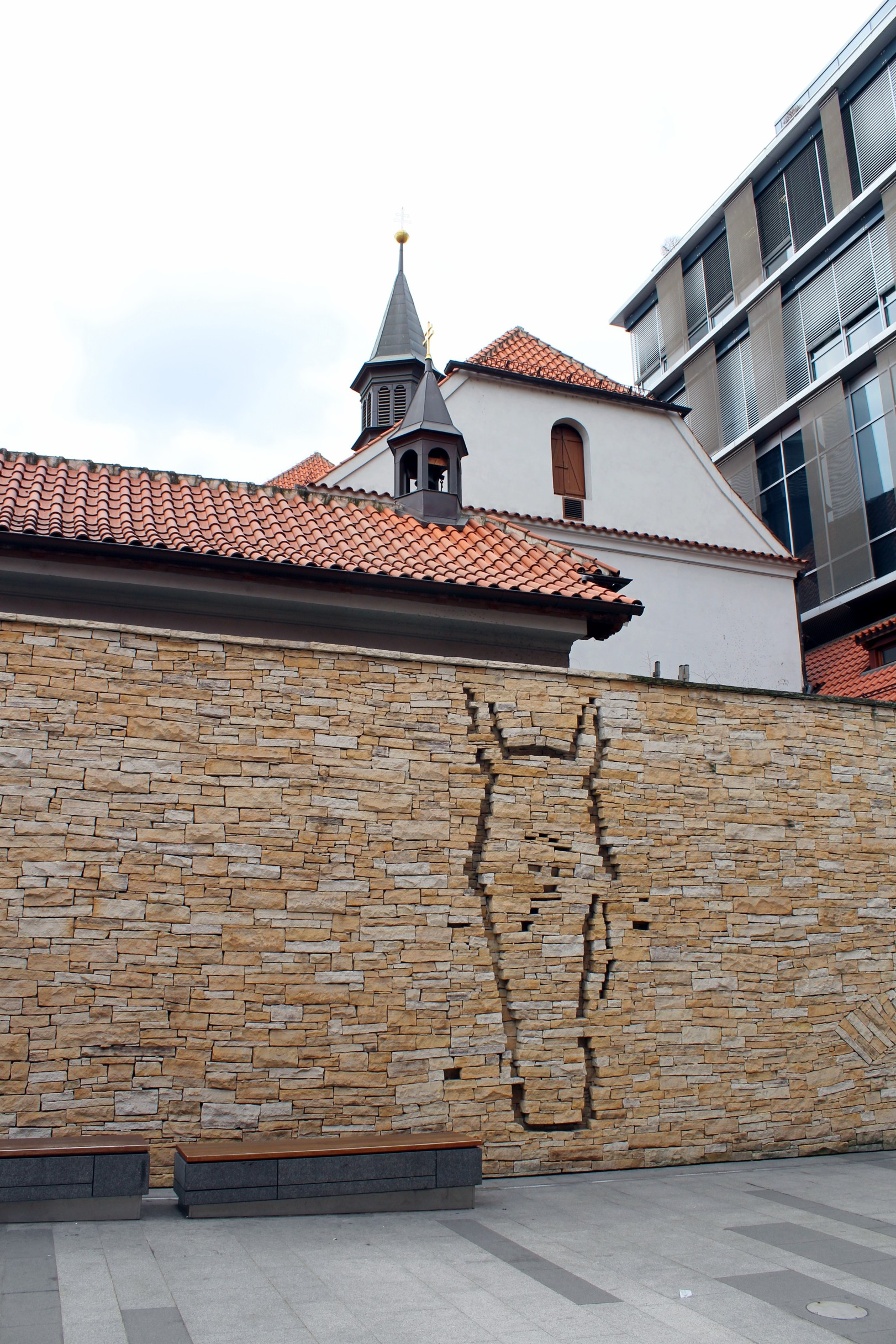
Východní ohradní zeď se stylizovanou koňskou hlavou od P. Roučky